# Ommatius holosericeus
Ommatius holosericeus là một loài ruồi trong họ Asilidae. Ommatius holosericeus được Schiner miêu tả năm 1867. Loài này phân bố ở vùng Tân nhiệt đới.